# Congo-Leopoldstad

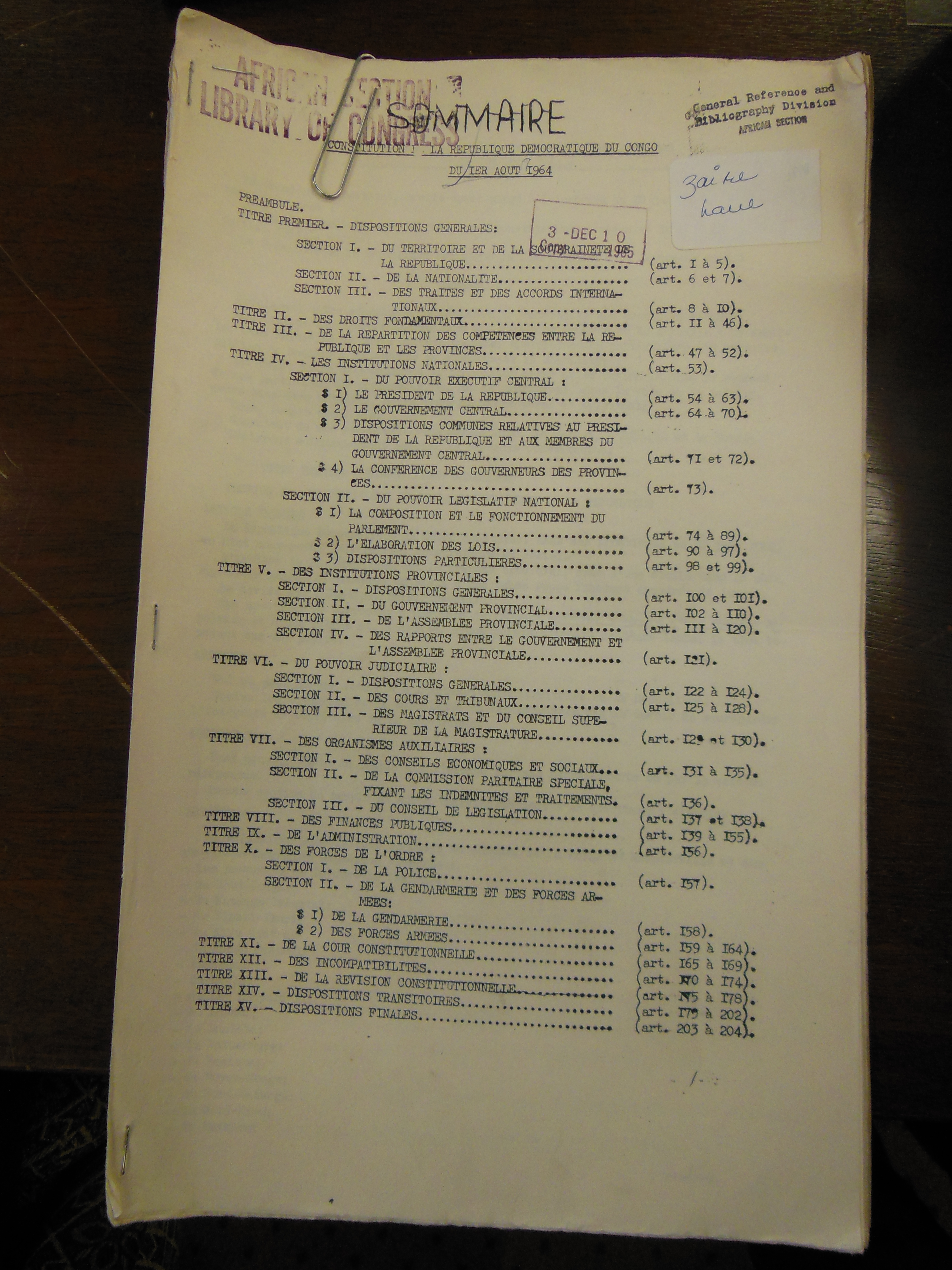
1964 Grondwet van de Democratische Republiek Congo

De Republiek Congo, opgericht bij de onafhankelijkheid van Belgisch-Congo in 1960, was een onafhankelijke staat in Centraal-Afrika. Tussen 1960 en 1966 stond het land ook bekend als Congo-Leopoldstad, genoemd naar de hoofdstad, om het te onderscheiden van haar buurland in het noordwesten, dat ook bekend staat als de Republiek Congo (Congo-Brazzaville). In 1964 veranderde de officiële naam van de staat naar de Democratische Republiek Congo, maar de twee landen bleven onderscheiden door hun respectievelijke hoofdsteden. Met de hernoeming van Leopoldstad naar Kinshasa in 1966 werd het ook bekend als Congo-Kinshasa. Nadat Joseph Désiré Mobutu, opperbevelhebber van het nationale leger, de controle over de regering in 1965 had overgenomen, werd de Democratische Republiek Congo in 1971 omgedoopt tot de Republiek Zaïre. In 1997 keerde het land opnieuw terug naar de naam Democratische Republiek Congo. De periode tussen 1960 en 1964 staat bekend als de Eerste Congolese Republiek.

## Achtergrond
Na intense rellen in Leopoldstad in januari 1959 en de daaropvolgende Belgo-Congolese rondetafelconferentie tussen januari en mei 1960, waarbij de cruciale vraagstukken betreffende de toekomstige onafhankelijkheid van Congo werden besproken, werd de datum voor de onafhankelijkheid van Congo op 30 juni 1960 vastgesteld na consensus. Gedurende deze overgangsperiode werden de eerste democratische verkiezingen georganiseerd.
De Mouvement National Congolais, onder de leiding van Patrice Lumumba, zegevierde in de parlementsverkiezingen, resulterend in de benoeming van Lumumba tot premier. Joseph Kasavubu, afgevaardigde van ABAKO, werd door het parlement verkozen tot president. Andere opkomende politieke entiteiten waren onder meer de Parti Solidaire Africain (PSA), onder leiding van Antoine Gizenga, en de Parti National du Peuple (PNP), aangevoerd door Albert Delvaux en Laurent Mbariko. Op 30 juni 1960 verwierf Congo haar onafhankelijkheid.
De dag daarop stuurde Lumumba een telegram naar de Verenigde Naties om lidmaatschap aan te vragen, waarin hij stelde dat Congo "zonder enige terughoudendheid de verplichtingen aanvaardt zoals vastgelegd in het Handvest van de VN en zich volledig inzet om deze te honoreren". VN-secretaris-generaal Dag Hammarskjöld correspondeerde met het ministerie van Buitenlandse Zaken, waarbij hij de uitdaging benadrukte om het land onder deze naam toe te laten tot de Verenigde Naties, met het oog op een gelijktijdige aanvraag voor lidmaatschap vanuit het naburige Congo dat zich voorbereidde op onafhankelijkheid van Franse controle.
Een delegatie vanuit Brazzaville, de hoofdstad van Frans Congo, werd naar Leopoldstad gezonden om het geschil op te lossen. Uiteindelijk werd overeengekomen dat het voormalige Belgisch-Congo zou worden erkend als de Republiek Congo of Congo-Leopoldstad, terwijl het voormalige Frans Congo de Congolese Republiek of Congo-Brazzaville zou worden genoemd.

### Congocrisis
Kort na de onafhankelijkheid van Congo kwam het Congolese leger in opstand, wat het begin betekende van de Congocrisis. Ondanks de inspanningen van premier Lumumba om de troepen te kalmeren, verslechterde de situatie. Katanga en Zuid-Kasaï verklaarden vervolgens hun onafhankelijkheid van de centrale regering. De Verenigde Naties (VN) organiseerden een vredesoperatie en stuurden troepen naar Congo. Op 5 september ontsloeg president Kasavubu Lumumba uit zijn functie. De regering werd verlamd door de politieke strijd die daarop volgde, en op 14 september kondigde kolonel Joseph-Désiré Mobutu een overname aan in Leopoldstad en de installatie van zijn eigen administratie. Twee dagen later werd Lumumba onder huisarrest geplaatst. Tegen oktober waren de aanhangers van de premier ervan overtuigd dat weinig van hun doelen konden worden bereikt via de nieuwe regering. Antoine Gizenga, Lumumba's vicepremier, vertrok op 13 november naar Stanlestad om zijn eigen regering te vormen. 

## Staatsgreep
Na vijf jaar van extreme instabiliteit en burgerlijke onrust pleegde Joseph-Désiré Mobutu, destijds luitenant-generaal, een door de CIA gesteunde staatsgreep in 1965 waarbij hij Kasavubu omverwierp. Hij genoot de steun van de Verenigde Staten vanwege zijn felle oppositie tegen de Sovjet-Unie, wat hem naar verluidt een hindernis zou maken voor communistische activiteiten in Afrika.
Mobutu verklaarde zichzelf president voor een periode van vijf jaar, waarbij hij zei dat hij die tijd nodig had om de schade ongedaan te maken die de politici hadden toegebracht in de eerste vijf jaar van de onafhankelijkheid van het land. Binnen twee jaar richtte hij echter de Populaire Beweging van de Revolutie op als de enige wettige partij van het land. In 1970 stond hij alleen op het stembiljet bij de eerste rechtstreekse presidentsverkiezingen van het land. Twee weken later werd een enkele lijst van PMR-kandidaten verkozen tot de wetgevende macht. Voor alle praktische doeleinden was de Republiek Congo ten einde gekomen, maar het duurde nog een jaar voordat Mobutu officieel de naam van het land veranderde in Zaïre.

## Vlaggen/wapenschilden

Vlag uit 1960–1963
Vlag van 1963–1966
Vlag van 1966–1971
Wapenschild uit 1960-1963
Wapenschild van 1963–1971